# Chociwel (województwo dolnośląskie)
Chociwel – osada w Polsce położona w województwie dolnośląskim, w powiecie strzelińskim, w gminie Strzelin.

## Podział administracyjny
W latach 1975–1998 miejscowość administracyjnie należała do województwa wrocławskiego.

## Infrastruktura
W roku 2011 w Chociwelu wybudowano lądowisko dla śmigłowców ratunkowych.